# Antonieta Rosa Gomes
Antonieta Rosa Gomes (sinh ngày 4 tháng 5 năm 1959 tại Bissau) là một chính trị gia đến từ Guinea-Bissau.
Bà là người sáng lập và lãnh đạo của Diễn đàn dân sự Guinean, Dân chủ xã hội, Gomes được giáo dục ở Brazil, nhận bằng luật từ Đại học São Paulo. Bà phục vụ dưới quyền Kumba Ialá với tư cách là Bộ trưởng Bộ Tư pháp và Bộ trưởng Bộ Ngoại giao ở nhiều nhiệm vụ khác nhau. Bà là ứng cử viên trong cuộc bầu cử tổng thống năm 1994, 1999 và 2005, người phụ nữ đầu tiên và duy nhất làm như vậy, nhưng không bao giờ nhận được hơn 2% phiếu bầu. Việc bà trở thành Bộ trưởng Bộ Ngoại giao được coi là nhân tố chính trong các sự kiện dẫn đến cuộc đảo chính năm 2003 đã lật đổ Ialá khỏi quyền lực. Năm 2004, bà là chủ tịch ủy ban của Tòa án Công lý Tối cao. Bà tiếp tục ra tranh cử tổng thống năm 2005 với tấm vé FCG và sự liên kết với Dân chủ xã hội. Bà là người phụ nữ duy nhất trong cuộc bầu cử. Fórum Cívico Guineense-Social Democracia không còn xuất hiện trong cuộc bầu cử quốc hội vào ngày 16 tháng 11 năm 2008 và ngày 13 tháng 4 năm 2014. Bà cũng đã kiềm chế việc ứng cử mới trong cuộc bầu cử tổng thống vào ngày 28 tháng 6 năm 2009, ngày 18 tháng 3 năm 2012 và ngày 13 tháng 4 năm 2014.